# Losson della Battaglia
Losson della Battaglia (Lonson [oŋˈsoŋ] in veneto) è una frazione del comune di Meolo, in provincia di Venezia.

## Geografia fisica
Losson è situata a nord-est del capoluogo comunale da cui dista circa 3 km. Il piccolo centro abitato, circondato dalla campagna è attraversato dal fiume scolo Correggio. Verso nord confina con il comune di Monastier di Treviso e Fossalta di Piave. Ad  est il confine con il comune di Musile di Piave è rappresentato dal tracciato della SS 14 Triestina.

## Monumenti e luoghi d'interesse

### Monumento ai caduti della guerra '15 '18
La piccola frazione di Losson di Meolo passa alla storia con il nome di Losson della Battaglia a ricordare come la grande guerra segnò questo lembo di terra del basso Piave. Il tremendo evento bellico coinvolse Losson quale estremo avamposto nemico e campo di battaglia, riconquistato nel giugno del 1918 con gravi perdite. 
Un piccolo monumento posto alle porte del centro abitato è stato eretto dalla sezione artiglieri di Meolo nel giugno del 1980 a testimonianza della tragica battaglia del solstizio. In una lapide è riportato quanto segue: "Nella notte del 25 giugno 1918 da questa sponda sacra al destin della patria, fanti, arditi, bersaglieri, cavalieri, artiglieri e genieri della invitta III^ armata in un tumulto di schiere cozzanti e fragore d'armi mossero alla riconquista di quel lembo di terra italiana che il sacrificio di vita e di sangue dei figli migliori aveva consacrato alla Patria. Unità partecipanti: divisioni 22, 23, 37. Perdite 3000 morti, 20000 feriti."

### Parco Bers. Attilio Verdirosi
Realizzato grazie alla volontà del comune di Meolo che ha potuto così riqualificare una zona poco utilizzata del paese, il parco è stato dedicato al bersagliere Attilio Verdirosi (Longone Sabino 1-07-1873; Losson della Battaglia 19-06-1918). Medaglia d'oro al valor militare, perì proprio nei pressi di Losson durante i tragici combattimenti che avvennero nel giugno del 1918, ucciso da una mitragliatrice nemica che fino all'ultimo cercò di fermare per fermare lo spargimento di sangue dei compagni.

### Chiesa di Losson della Battaglia

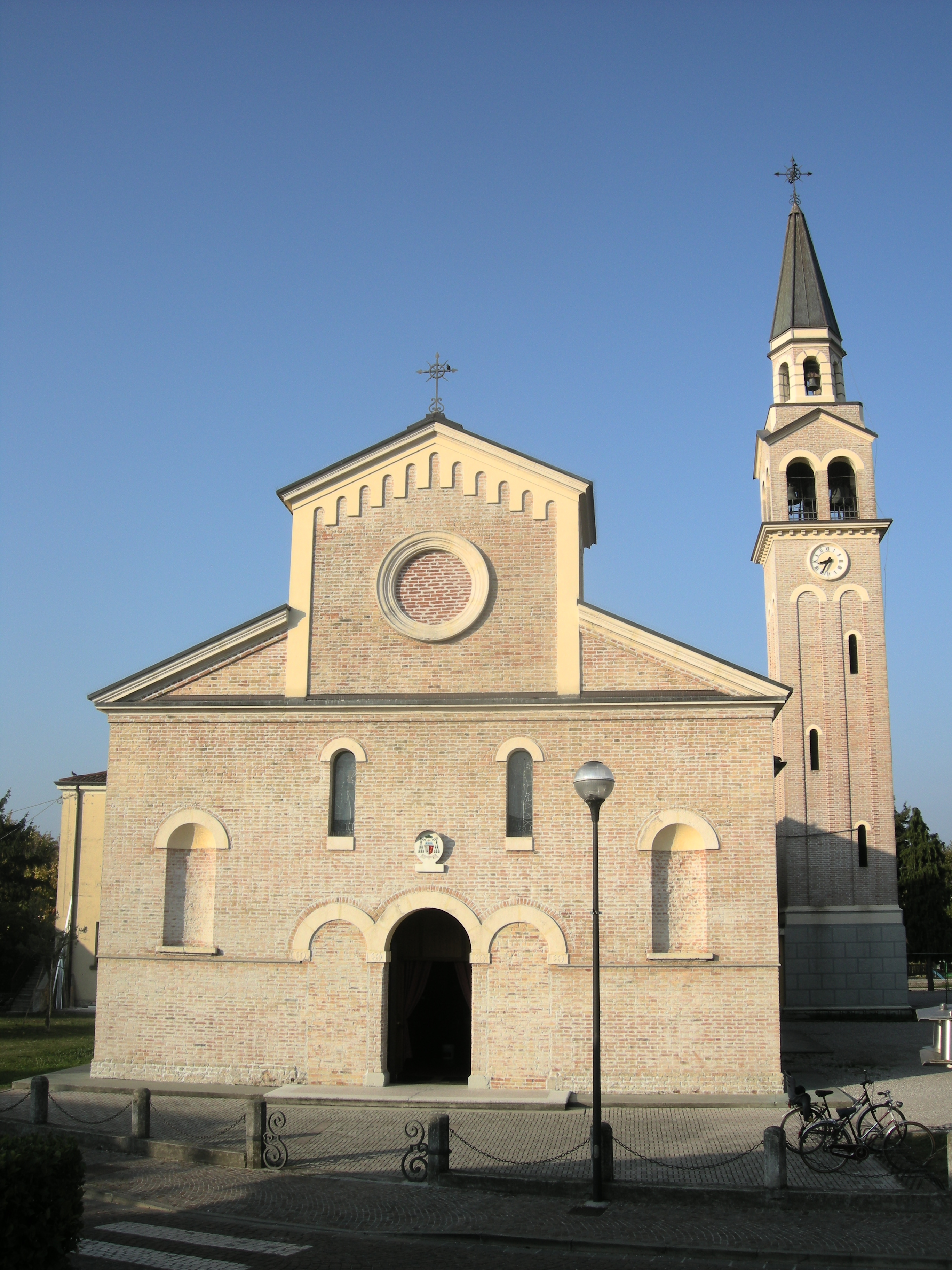
Facciata della chiesa di Losson

La chiesa parrocchiale di Losson, intitolato a San Girolamo sacerdote e dottore, viene eretta nel 1922 ad opera della comunità locale. Si tratta in realtà della ricostruzione della vecchia chiesa distrutta dagli eventi bellici.
Nell'abside della chiesa è collocato un organo della casa organaria Vincenzo Mascioni datato 1928, a 2 manuali e pedaliera. Nel 1988, per esigenze liturgiche il piccolo organo è stato elettrificato e ampliato di 5 registri sonori, dotato di una nuova consolle a trasmissione elettrica.